# Битка при Гарда
Битката при Гарда се състои през есента на 268 г. в Северна Италия по бреговете на езерото Гарда (лат. Benacus) между римската армия под командването на император Клавдий II и германските племена Алемани и Ютунги.

## Преистория
Алеманите, които правят набези по горното течение Дунав още по времето на Марк Аврелий, преминават Алпите през прохода Бренер и започват да опустошават Северна Италия. В това време Клавдий е зает с война срещу готите в битката за Ниш. Възможно е императорът да се е опитал да преговаря с германските нашественици, но след като получава отказ, той решава да ги посрещне в битка.

## Ход на битката
Император Клавдий поема на север, за да срещне вражеската войска. Не са известни много детайли от битката, но се знае, че римляните пленяват повече от половината алеманска войска, а останалите бягат обратно през Алпите.

## Последици
След тази победа Клавдий приема титлата Германик Максимус. През следващите седем години императорът и неговият блестящ военачалник Галиен отблъскват всички варварски нашествия.
Загубата за германските племена е повод за реорганизация на оцелелите и през 270 г. ютунги и маркомани поемат отново на поход срещу империята.